# 朱苗勇
朱苗勇，东北大学冶金学院院长，2011年度中国教育部长江学者特聘教授，长期从事洁净钢冶炼、高效连铸、冶金过程仿真与控制等领域的研究。

## 生平
朱苗勇教授分别于1988年、1991年和1994年获得东北大学钢铁冶金专业学士、硕士及博士学位，曾三次赴日本新日铁从事研究工作，并在1998年赴瑞典皇家工学院冶金系从事客座研究。现为东北大学冶金学院院长。

## 社会兼职
中国金属学会炼钢分会、连铸分会、冶金反应工程分会副主任委员。担任《材料与冶金学报》主编，《工程科学学报》、《连铸》副主编。